# Ludwig Goldscheider
Ludwig Goldscheider (geboren 3. Juni 1896 in Wien, Österreich-Ungarn; gestorben 26. Juni 1973 in London) war ein englischer Kunsthistoriker und Verleger österreichischer Herkunft. 

## Leben
Ludwig Goldscheiders Eltern waren der aus Galizien stammende Uhrmacher Wilhelm Goldscheider und dessen erste Frau Julie (Itte) geb. Lifschitz. Nach dem Ersten Weltkrieg, an dem er als Offizier teilnahm, studierte Goldscheider an der Universität Wien u. a. Kunstgeschichte. Er begann in verschiedenen Verlagen zu arbeiten und konnte 1921 mit seiner Lyrik-Anthologie Die Wiese debütieren.
Zwei Jahre später gründete er zusammen mit Béla Horovitz und Fritz Ungar den Phaidon-Verlag. Bis 1938 konnte sich der Verlag fast europaweit mit preiswerten Büchern über Kunst und Architektur einen Namen machen. Durch den Anschluss Österreichs gezwungen, emigrierte Goldscheider 1938 zusammen mit Horovitz und Ungar nach London. Dort gründete er noch während des Zweiten Weltkriegs seinen Verlag als Phaidon Press wieder. Im Jahr 1946 erhielt er die britische Staatsbürgerschaft. Seine 1929 geborene Tochter Gaby Goldscheider spezialisierte sich als Buchantiquarin auf Sherlock Holmes.

## Schriften (Auswahl)
- Michelangelo. Paintings, sculpture, architecture. Phaidon Press, London 1996, ISBN 0-7148-3296-0.
- Rodin. Sculptures. Phaidon Press, Oxford 1988, ISBN 0-7148-9000-6.
- Roman portraits. Phaidon Press, London 2004, ISBN 0-7148-4436-5.
- Zeitlose Kunst. Gegenwartsnahe Werke aus fernen Epochen. Phaidon Verlag, Wien 1934, 2. veränderte Auflage 1937
- Die schönsten Gedichte der Weltliteratur. Ein Hausbuch der Weltlyrik, von den Anfängen bis heute. Phaidon Verlag, Wien 1934
- Die Wiese. Gedichte. Amalthea-Verlag, Wien 1921.